# Listă de conducători de stat din 500
496 - 497 - 498 - 499 - 500 - 501 - 502 - 503 - 504
Aceasta este o listă a conducătorilor de stat din anul 500:

### Europa
- Anglia, Statul anglo-saxon Kent: Oisc (rege, 488-502?)
- Anglia, Statul anglo-saxon Sussex: Aelle (rege, 477-cca. 514?)
- Bizanț: Anastasiu I (împărat din dinastia Leoniană, 491-518)
- Burgunzii: Godegisel (conducător, 473-501) și Gundobad (conducător, 478/480-516)
- Francii: Clovis (Chlodowech, Chlodvig) I (rege din dinastia Merovingiană, 481 sau 482-511)
- Gruzia: Vakhtang I Gorgasal (suveran, 447-522)
- Longobarzii: Claffo (rege din dinastia Lethingilor, cca. 500)
- Ostrogoții: Theodoric cel Mare (rege, 474-526)
- Scoția, Statul picților: Galam I (rege, cca. 495-cca. 510)
- Scoția, Statul celt Dalriada: Fergus Mor mac Erca (rege, 474? sau 498?-501?) (?)
- Statul papal: Symmachus (papă, 498-514)
- Suevii: Teudemund sau Remismund al II-lea sau Hermenric al II-lea sau Rechila al II-lea (rege) (?)
- Vandalii: Thrasamund (rege, 496-523)
- Vizigoții: Alaric al II-lea (rege, 484-507)

### Africa
- Bizanț: Anastasiu I (împărat din dinastia Leoniană, 491-518)
- Vandalii: Thrasamund (rege, 496-523)

### Asia (Orientul Apropiat)
- Bizanț: Anastasiu I (împărat din dinastia Leoniană, 491-518)
- Persia: Kawadh I (suveran din dinastia Sasanizilor, 488-531)

### Asia (Orientul Îndepărtat)
- Cambodgia, Statul Fu Nan: Jayavarman (Șeyebamo) (rege din a doua dinastie Kaundinya, cca. 478-cca. 514)
- Cambodgia, Statul Tjampa: necunoscut (rege din a treia dinastie a tjampilor) (până în cca. 510)
- Cambodgia, Statul Chenla: Șrutavarman (rege, cca. 500-cca. 545)
- China: Dong Hunhou (împărat din dinastia Qi, 498-501)
- China: Xuanwu Di (împărat din dinastia Wei de nord, 500-515)
- Coreea, Statul Koguryo: Munja (Naon) (rege din dinastia Ko, 491-519)
- Coreea, Statul Paekje: Tongsong (rege din dinastia Ko, 479-501)
- Coreea, statul Silla: Soji (rege din dinastia Kim, 479-500) și Chijung (Chidaero) (rege din dinastia Kim, 500-514)
- India, Statul Magadha: Narasimha Gupta (495-?)
- India, Statul Pallava: Nandivarman I (rege din prima dinastie, cca. 480-cca. 500) și Kumaravișnu al II-lea (rege din prima dinastie, cca. 500-cca. 520)
- Japonia: Buretsu (împărat, 498-506)
- Sri Lanka: Moggallana I (rege din dinastia Moriya, 495-512)